# Proutia eppingella
Proutia eppingella är en fjärilsart som beskrevs av Tutt 1900. Proutia eppingella ingår i släktet Proutia och familjen säckspinnare. Inga underarter finns listade i Catalogue of Life.